# Lövestad
Lövestad är en tätort i Sjöbo kommun i Skåne län. 

## Historia
Lövestad har  medeltida ursprung, precis som socknen. År 1367 omnämns kyrkbyn som Løthestatha. Byn omnämns ofta i källor från det skånska kriget, då det var mycket oroligt i trakterna. Under vårvintern 1679 pågick här strider mellan danska och svenska patruller som ville åt bygdens lagrade hö och matlager.  
Det moderna Lövestad växte fram som stationssamhälle under mitten av 1800-talet, vid Ystad-Eslövs Järnväg (öppnad den 23 oktober 1865, numera nerlagd, persontrafiken upphörde 1981). Banan hade även en hållplats i Lövestadby, kyrkby i Lövestads socken belägen strax söder om Lövestad. 
Lövestad är beläget i Lövestads socken och ingick efter kommunreformen 1862 i Lövestads landskommun, där för orten 8 maj 1936 inrättades Lövestads municipalsamhälle. kommunen och orten uppgick 1952 i Östra Färs landskommun och där kom municipalsamhället finnas tills det 31 december 1960 upplöstes. Orten ingår sedan 1974 i Sjöbo kommun
.

### Lövstalund
I början av 1900-talet anlades festplatsen Lövstalund strax norr om stationssamhället. 
Efter att utvidgningen av Tingvalla i Tryde blivit framgångsrik köpte Kenneth Bengtsson även Lövstalund och kompletterade 1982 den tidigare dansbanan med två diskotek. Lövstalund ersatte på somrarna det då stängda Tingvalla. Efter en någorlunda framgångsrik sommar 1982 minskade publiken 1983. 1984, på exekutiv auktion, köptes Lövstalund av "Sydsveriges unge nöjeskung" Torgny Jönsson (född 1963 och ledamot i Trelleborgs fritidsnämnd) och dennes kamrat från Skanör. 1985 blev det åter exekutiv auktion och då köptes Lövstalund av advokat Bo Melander från Stockholm och för driften stod nöjeskonsulten Carina Rosqvist. Lövstalund försökte popularisera verksamheten genom att med anspelningar på TV-program skylta med namn som Nöjesmaskinen och Fräcka Fredag. Den 2 augusti 1986 var det premiär för tävling i Miss wet t-shirt och SM i luftsex samt med dans på alla tre dansgolven. Dessutom inleddes familjesöndagar. Intressena för dessa aktiviteter avtog dock ganska snart. Verksamheten lades ned och i slutet av 1900-talet förföll byggnaderna.

### Befolkningsutveckling
| Befolkningsutvecklingen i Lövestad 1960–2020 | Befolkningsutvecklingen i Lövestad 1960–2020 | Befolkningsutvecklingen i Lövestad 1960–2020 | Befolkningsutvecklingen i Lövestad 1960–2020 | Befolkningsutvecklingen i Lövestad 1960–2020 |
| -------------------------------------------- | -------------------------------------------- | -------------------------------------------- | -------------------------------------------- | -------------------------------------------- |
|                                              |                                              |                                              |                                              |                                              |
| År                                           |                                              |                                              | Folkmängd                                    | Areal (ha)                                   |
| 1960                                         | 1960                                         |                                              | 506                                          |                                              |
| 1965                                         | 1965                                         |                                              | 449                                          |                                              |
| 1970                                         | 1970                                         |                                              | 444                                          |                                              |
| 1975                                         | 1975                                         |                                              | 478                                          |                                              |
| 1980                                         | 1980                                         |                                              | 518                                          |                                              |
| 1990                                         | 1990                                         |                                              | 557                                          | 64                                           |
| 1995                                         | 1995                                         |                                              | 603                                          | 64                                           |
| 2000                                         | 2000                                         |                                              | 554                                          | 61                                           |
| 2005                                         | 2005                                         |                                              | 608                                          | 61                                           |
| 2010                                         | 2010                                         |                                              | 643                                          | 75                                           |
| 2015                                         | 2015                                         |                                              | 636                                          | 106                                          |
| 2020                                         | 2020                                         |                                              | 671                                          | 111                                          |
|                                              |                                              |                                              |                                              |                                              |